# هیروتو شینوهارا
هیروتو شینوهارا (انگلیسی: Hiroto Shinohara) کاراته‌کای ژاپنی است. وی در بازی‌های آسیایی ۲۰۱۴ که در اینچئون، کره جنوبی برگزار شد، در کومیته ۶۷ کیلوگرم مردان به مدال طلا دست یافت.

## حرفه
وی در مسابقات کاراته قهرمانی جهان ۲۰۱۶ که در لینتس، اتریش برگزار شد، در مسابقات کومیته تیمی مردان موفق به کسب مدال نقره شد.
وی در بازی‌های آسیایی ۲۰۱۸ که در جاکارتا، اندونزی برگزار شد، در کومیته ۶۷ کیلوگرم مردان رقابت کرد اما موفق به کسب مدال نشد.
در مسابقات کاراته قهرمانی آسیا ۲۰۱۹ که در تاشکند، ازبکستان برگزار شد، در کومیته ۶۷ کیلوگرم مردان مدال طلا را از آن خود کرد.